# Las historias que contamos
Stories We Tell es un documental canadiense de 2012 escrito y dirigido por Sarah Polley y producido por el National Film Board of Canada (NFB). La película explora los secretos de su familia, incluido uno íntimamente relacionado con la propia identidad de Polley. 
Stories We Tell se estrenó en el 69.º Festival Internacional de Cine de Venecia, luego se presentó en el 39.º Festival de Cine de Telluride y en el 37.º Festival Internacional de Cine de Toronto.
En 2015, se agregó a la lista del Festival Internacional de Cine de Toronto como una de la 10° mejor película canadiense de todos los tiempos. También fue nombrada la película número 70 más grande desde 2000 en una encuesta de críticos de 2016 realizada por la BBC.

## Respuesta de la crítica
El sitio que recopila críticas Rotten Tomatoes, otorga a la película un índice de aprobación del 94% según 147 reseñas, con una calificación promedio de 8.6/10. El consenso crítico del sitio web afirma: "En Stories We Tell, Sarah Polley juega con el formato documental para explorar la naturaleza de la memoria y la narración, creando una narrativa reflexiva y convincente que se desarrolla como un misterio".